# Odawa
Gli Odawa, conosciuti anche come Ottawa, sono una popolazione nativa del Canada, diffusa nei pressi del lago Huron, appartenente alla famiglia degli Algonchini. Venne in gran parte sterminata nel corso del XVIII secolo.